# Трансферні платежі
Трансферні платежі — це невідплатні і безповоротні платежі, які не є платою за придбані товари чи послуги, наданням кредиту або виплатою непогашеного боргу.
Урядові трансфертні платежі — безповоротні виплати держави громадянам.